# Żegocino
Żegocino (deutscher Name Segenthin) ist ein Dorf in der polnischen Woiwodschaft Westpommern. Es gehört zur Landgemeinde Malechowo (Malchow) im Kreis Sławno (Schlawe).

## Geographische Lage
Żegocino liegt zehn Kilometer südlich der Kreisstadt Sławno nördlich des Grabowtals. Das Dorf ist zu erreichen über die Nebenstraße, die in Bobrowice (Alt Bewersdorf) von der Landesstraße 6 abzweigt und über Smardzewo (Schmarsow), Lejkowo (Leikow) und Jacinki (Jatzingen) nach Polanów (Pollnow) führt. Bis 1945 war der Ort Bahnstation an der inzwischen stillgelegten Kleinbahnstrecke Schlawe – Pollnow – Sydow der Schlawer Bahnen.
Żegocino wird umschlossen von den Gemeinden: Karwice (Karwitz) und Smardzewo (Schmarsow) im Norden, Ostrowiec (Wusterwitz) und Podgórki (Deutsch Puddiger) im Osten, Święcianowo (Wiesenthal) im Süden und Paproty (Parpart) im Westen.

## Geschichte

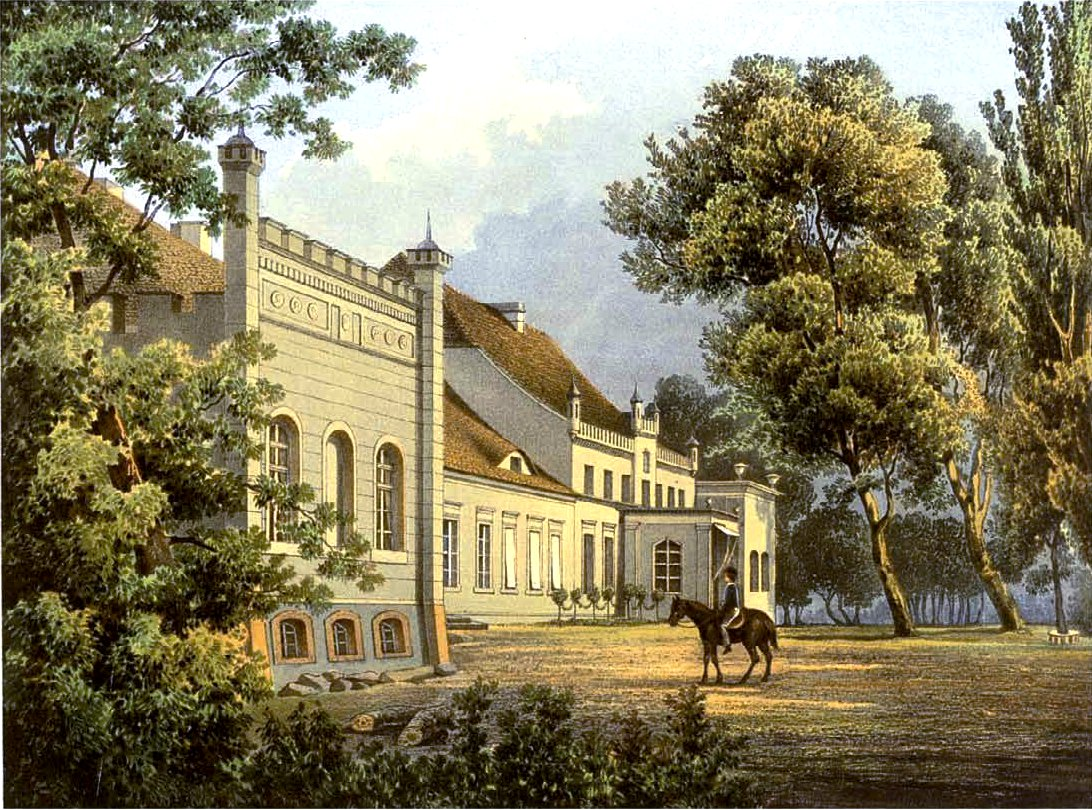
Schloss Segenthin um 1860, Sammlung Alexander Duncker

Seit dem 16. Jahrhundert ist Segenthin als Lehen derer von Heydebreck nachgewiesen. Im 17. Jahrhundert haben auch die Familien von Puttkamer und von Massow Anteile, die zum Teil an die von Podewils in Krangen verpfändet sind. 1751 erwirbt Oberst und Amtshauptmann Carl Wilhelm von Kleist Segenthin. Auf ihn geht der Bau des Gutshauses zurück. Ab 1832 bleibt das Gut bis zuletzt im Besitz derer von Blumenthal.
Um 1784 hat das Dorf 1 Vorwerk, 1 Wassermühle, 1 Kalkbrennerei, 6 Bauern, 2 Halbbauern, 6 Kossäten, 1 Schulmeister, 1 Schmiede bei insgesamt 15 Feuerstellen (Haushalten).
1818 lebten in Segenthin 182 Einwohner. Ihre Zahl stieg bis 1895 auf 264 und betrug 1939 278.
Beim Herannahen der Truppen der Roten Armee im Frühjahr 1945 begaben sich die Segenthiner auf die Flucht. Mit 25 Wagen und einem Traktor (für die älteren Dorfbewohner) zog der Treck in Richtung Schlawe und Pustamin (heute polnisch: Postomino) auf Stolpmünde (Ustka) zu, doch gelang die geplante Einschiffung über die Ostsee nicht. Am 8. März 1945 wurden die Segenthiner von den Rote-Armee-Truppen gestellt und über Klein Strellin (Strzelinko) zur Rückkehr gezwungen.
Im Herbst 1945 begann die Ausweisung von Familien ohne Arbeitskräfte. Letzte Ausreisewillige konnten erst 1958 den Ort verlassen, der inzwischen unter dem Namen Żegocino in die polnische Woiwodschaft Köslin (ab 1999 Woiwodschaft Westpommern) eingegliedert war und heute zur Gmina Malechowo im Powiat Sławieński gehört.

## Amt Segenthin
Vor 1945 bildete Segenthin mit Deutsch Puddiger (polnisch: Podgórki) und Wiesenthal (Święcianowo) das Amt Segenthin im Landkreis Schlawe i. Pom. im Regierungsbezirk Köslin der preußischen Provinz Pommern. Letzter Amtsvorsteher war Lehrer Paul Lawrenz.
Segenthin war außerdem Sitz des Standesamtes, zu dem außer Deutsch Pudiiger und Wiesenthal noch die Gemeinden Wusterwitz (Ostrowiec) und Balenthin (Białęcino) gehörten. Das zuständige Amtsgericht war in Schlawe.

## Kirche
Die Bevölkerung von Segenthin war vor 1945 fast ausnahmslos evangelischer Konfession. Das Dorf gehörte zur Kirchengemeinde Deutsch Puddiger (Podgórki), die mit der Kirchengemeinde Wusterwitz (Ostrowiec) zum Kirchspiel Wusterwitz zusammengeschlossen war. Das Kirchenpatronat hatte zuletzt Rittergutsbesitzerin Anette von Blumenthal inne. Letzter deutscher Geistlicher war Pfarrer Heinz Anger.
Seit 1945 sind die Einwohner von Żegocino überwiegend römisch-katholisch. Weiterhin ist Podgórki der Kirchort, der von der – nun allerdings katholischen – Parochie Ostrowiec betreut wird, die im Dekanat Sławno im Bistum Köslin-Kolberg der Katholischen Kirche in Polen liegt. Die evangelischen Einwohner sind dem Pfarramt in Koszalin (Köslin) angegliedert, das zur Diözese Pommern-Großpolen der Evangelisch-Augsburgischen Kirche in Polen gehört.

## Schule
Die einklassige Volksschule stand bis 1945 und vor ihrem Abriss mitten im Dorf. Mit Lehrerwohnung war sie 1848 erbaut worden. Bis 1927 besuchten auch die Kinder von Wiesenthal (Święcinanowo) die Schule in Segenthin. Letzter deutscher Lehrer war Paul Lawrenz.

## Persönlichkeiten: Söhne und Töchter des Ortes
- Franz Otto von Kleist (1771–1825), preußischer Offizier und Träger des Ordens Pour le Mérite
- Jakob Friedrich von Rüchel-Kleist (1778–1848),  preußischer Offizier, zuletzt General der Infanterie und Gouverneur von Danzig